# Rio Joralbiur
O rio Joralbiur (em armênio: Ձորաղբյուր; romaniz.: Jorałbyur) ou Berdazor (Բերդաձոր, Berdajor) é um rio da Armênia na província de Cotaique. Começa na encosta norte das montanhas Voljaberde e se funde com o rio Guetar à esquerda, no território do Jardim Zoológico de Erevã, dentro dos limites da cidade. É sobretudo seco no verão.